# 탄백제
탄백제(坦白祭) 또는 탄백(坦白)은 1948년에 이북에서 제정된 친일 청산법이었으며, 일제에 미숙한 협력관계가 있던 친일인사들에게 반성을 촉구하여 그들을 용서해주거나 악질 친일파의 경우 별도의 처벌을 내리는 반민족자 처벌법이었다.

## 역사
이북에서는 자신이 일제에 협력한 행위를 거짓 없이 말하여 뉘우친다는 뜻으로 사용되었다.

## 같이 보기
- 반민특위